# Ямагути, Павел Айдзиро
Павел Айдзиро Ямагути (14.07.1894 г., Япония — 25.09.1976 г., Япония) — католический прелат, префект Кагосимы с 9 ноября 1936 года по 1 июля 1937 год, архиепископ Нагасаки с 7 ноября 1937 года по 19 декабря 1968 год.

## Биография
24 декабря 1923 года Павел Айдзиро Ямагути был рукоположён в священника. 9 ноября 1936 года Святой Престол назначил Павла Айдзиро Ямагути префектом апостольской префектуры Кагосимы.
1 июля 1937 года Римский папа Пий XI назначил Павла Айдзиро Ямагути епископом Нагасаки. 7 ноября 1937 года состоялось рукоположение Павла Айдзиро Ямагути в епископа, которое совершил апостольский делегат в Японии и титулярный архиепископ Доклеи Паоло Марелла в сослужении с персональным архиепископом Иокогамы Жаном-Батистом-Алексисом Шамбоном и епископом Фукуоки Альбером-Анри-Шарлем Бретоном.
14 мая 1959 года епархия Нагасаки была возведена в ранг архиепархии и Павел Айдзиро Ямагути стал первым архиепископом Нагасаки.
19 декабря 1968 года Павел Айдзиро Ямагути вышел в отставку и в этот же день был назначен титулярным архиепископом Масса-Любренса.
Скончался 25 сентября 1976 года в Нагасаки.